# 43792 Nobutakagoto
43792 Nobutakagoto este o planetă minoră (asteroid), cu un diametru de 5,952 km, din centura de asteroizi. A fost descoperită pe 11 noiembrie 1990 la Geisei observatory⁠(d) de Tsutomu Seki. 
Obiectul prezintă o orbită caracterizată de o semiaxă mare de 2,6652638811652 UAi, o excentricitate de 0,24836016307494, o înclinație de 11,37331223143 ° în raport cu ecliptica.